# Jau! (Album)
Jau! ist das zweite Studioalbum von Fury in the Slaughterhouse. Es erschien im März 1990 unter dem Label SPV und wird dem Genre Rockmusik zugerechnet, genauer dem Stil Indie-Rock. Im Herbst 1989 traf sich die Gruppe im Peppermint Park Studio, um auszuloten, wie es mit dem neuen Fury-Album nach dem Ausstieg von Kai Liekenbröcker weitergehen sollte. Immerhin gab schon einige Stücke, die auf dem ersten Album nicht landen konnten und nur neu eingespielt werden mussten, darunter „One Good Reason“.

## Entstehungsgeschichte
Zwischen der Veröffentlichung des ersten und dieses zweiten Albums traten einige Veränderungen ein. Die gravierendste war der Weggang von Keyboarder Kai Liekenbröcker. Für die Aufnahmen in den Peppermint-Park-Studios wurde Gero Drnek gefunden und seitdem spielt Drnek in der Band nicht nur Keyboards, sondern auch mal andere Instrumente. Er zog in die WG von Bandkollege Chris Stein und entpuppte sich dort auch noch als guter Koch.
Besonders stolz zeigten sich die Fury-Mitglieder in Interviews, hinsichtlich prominenter Unterstützung, denn sie hatten den Frank-Zappa-Percussionisten Ed Mann als Gastmusiker gewinnen können. Die Aufnahmen dauerten über den Winter 1989/1990, sodass das fertige Album am 26. März 1990 bei SPV erscheinen konnte.
Das offizielle Video zur Singleauskopplung Won’t Forget these Days entstand auf der Insel Sylt. Für den Dreh konnte Jim Rakete verpflichtet werden, der auch bereits an den Fotos zum Albumcover maßgeblich beteiligt war. Entworfen wurde das Frontcover mit dem Wildschwein vor einer windschiefen Steinhütte in schrundiger Landschaft von der Band selbst. Der Albumtitel ist ein Ausruf, den die Bandmitglieder in gelungenen Momenten oder bei bemerkenswerten Anblicken von sich geben.

## Titelliste
1. Won't Forget These Days – 4:27
2. Drug Addicted in the Jailhouse – 3:54
3. No Illusions – 5:51
4. One Good Reason – 3:25
5. Seconds to Fall – 2:49
6. On Alarm – 2:35
7. Kill Somebody – 3:53
8. Missing Me – 4:12
9. Last Time – 2:31
10. French Funk – 2:44
11. Don't Dig in My Potatoes – 6:38
12. As Time Goes By* – 2:17
13. Pussycat – 5:25

*Musik/Text von Herman Hupfeld

## Besetzung
Musiker
- Kai Wingenfelder: Lead-Gesang, Harfe
- Gero Drnek: Gesang, Keyboards, Akkordeon, akustische Gitarre,  Background-Gesang
- Thorsten Wingenfelder: Gitarre, Background-Gesang
- Christof Stein-Schneider: Gitarre, Background-Gesang
- Hannes Schäfer: Bass, Background-Gesang
- Rainer Schumann: Schlagzeug

Gastmusiker(Auswahl)
- Ed Mann: Percussion auf Pussycat und Potatoes
- Paul Le Butt: Gesang auf As Time goes by, backline support und Gitarrentechniker
- Jörg Rump: Saxofon
- Uwe Granitza: Posaune
- Christian Grabandt: Trompete

Artwork
- Jim Rakete: Fotos Cover-Innenseite und Rückseite, Regie bei Won't forget these Days (Musikvideo 1990)[10]
- Sigrun Böse: Fotos Frontcover

## Rezeption
Christian Eckert nannte Jau! in Live in Concert „außergewöhnlich“. Im Stern bezeichnete Hollow Skai das Album als „zeitlos“. Die auf Rhythm & Blues und Rock ’n’ Roll gründenden Songs hätten Ohrwurmcharakter. Stuttgarter-Illustrierte-Mitarbeiter Morbeat machte starke U2- und The-Smiths-Einflüsse aus, wie überhaupt die „Gitarrenriffs und Bassläufe bei der gesamten britischen Gitarren-Rock-Liga“ zusammengeklaut seien. Teddy Hoersch lobte im Musikexpress den durch die Eigenständigkeit und die Songorientiertheit ausgebildeten besonderen Charakter, der Jau! zu einem „Glücksfall für die deutsche Rockszene“ mache. Es sei aus einer breiten Instrumentenpalette heraus klug instrumentiert und atmosphärisch dicht; jeder Song habe ein eigenes Tempo und eine eigene stilistische Grundprägung.
Produzent Jens Krause habe den Musikern auf Jau! „Radio-Pop-Tauglichkeit“ eingehaucht, meinte Volker Peschel in der Tageszeitung. Dadurch habe man größere Hörerschichten erreicht. Die Single Won’t Forget these Days sei eine „wehmütige Popmelodie“ stellte Martina Wimmer im Musikexpress fest.

## Charts und Chartplatzierungen
Jau! erreichte in Deutschland Rang 43 der Albumcharts und platzierte sich zwölf Wochen in den Charts. Es war der erste Album-Charterfolg für die Band in Deutschland.